# Feusines
Feusines ist eine französische Gemeinde mit 208 Einwohnern (Stand: 1. Januar 2022) im Département Indre in der Region Centre-Val de Loire. Sie gehört zum Arrondissement La Châtre, zum Kanton La Châtre und zum Gemeindeverband La Châtre et Sainte Sévère. Die Einwohner werden Feusinois genannt.

## Lage
Die Gemeinde Feusines liegt elf Kilometer südöstlich von La Châtre. Im Süden reicht das Gemeindegebiet bis an die Taisonne. Umgeben wird Feusines von den Nachbargemeinden La Motte-Feuilly im Nordwesten und Norden, Champillet im Norden und Nordosten, Urciers im Nordosten und 'Osten, Pérassay im Süden sowie Sainte-Sévère-sur-Indre im Westen.

## Bevölkerungsentwicklung
| Jahr                       | 1962 | 1968 | 1975 | 1982 | 1990 | 1999 | 2006 | 2013 | 2020 |
| Einwohner                  | 361  | 339  | 329  | 267  | 214  | 192  | 200  | 208  | 211  |
| Quellen: Cassini und INSEE |      |      |      |      |      |      |      |      |      |

## Sehenswürdigkeiten

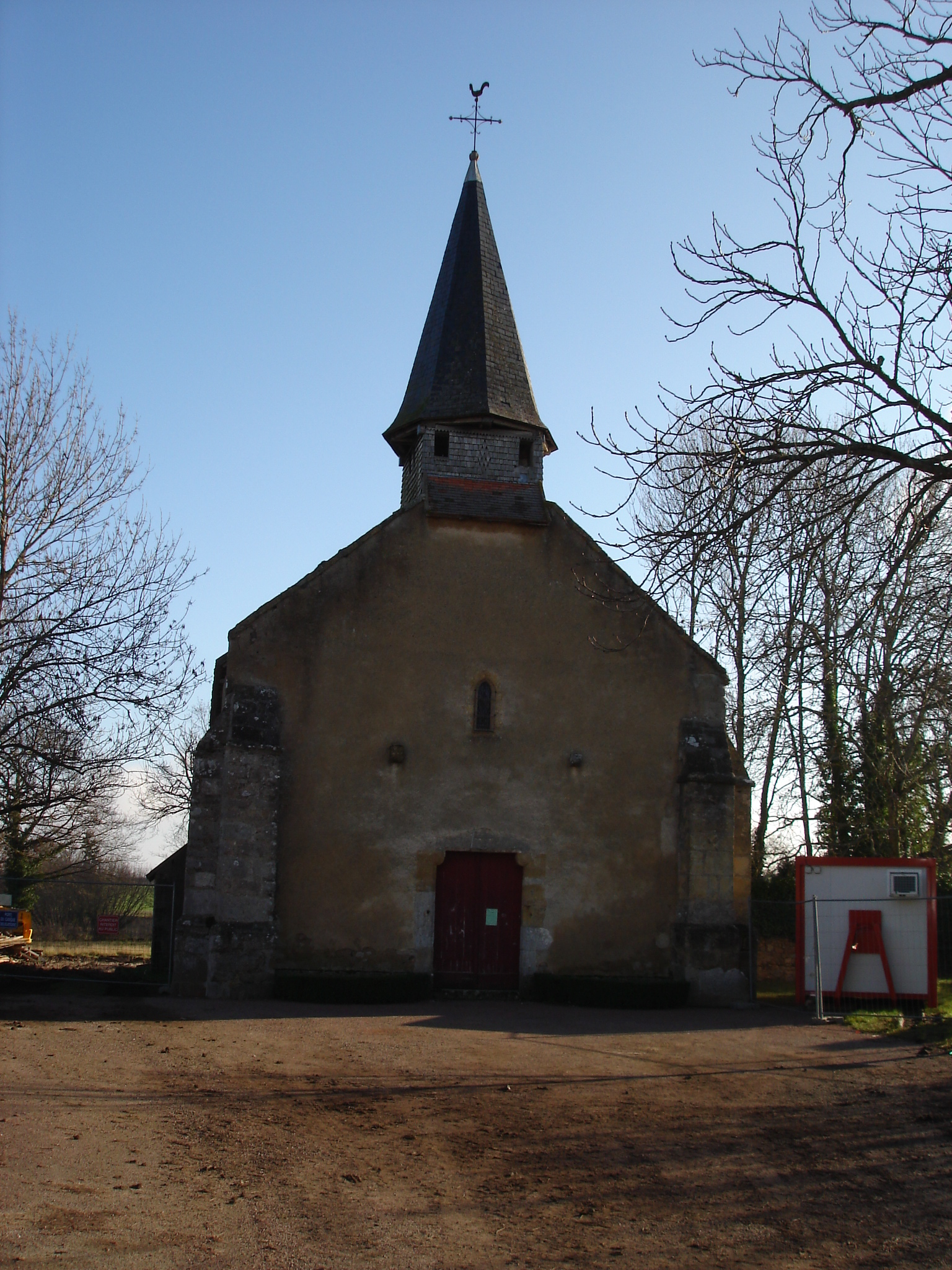
Kirche Saint-Pierre

- Kirche Saint-Pierre